# IC 1908
IC 1908 ist ein interagierendes Galaxienpaar im Sternbild Pendeluhr am Südsternhimmel. Es ist rund 364 Millionen Lichtjahre von der Milchstraße entfernt.
Das Objekt wurde am 14. Oktober 1898 von DeLisle Stewart entdeckt.